# Castell de Cirat
El Castell de Cirat és un edifici històric ubicat a la comarca de l'Alt Millars, al País Valencià, al damunt d'un promontori sobre el barranc de les Salines, tot controlant el meandre que del riu Millars al pas per la vila. Està catalogat com a Bé d'Interés Cultural, presentant anotació ministerial RI - 51-0011252 del 20 de desembre de 2004.

## Història
Es tracta d'un castell d'origen  musulmà, que va pertànyer al rei moro de València Zayd Abu Zayd, mentre va mantenir el territori en el seu poder. Malgrat que el castell va ser donat per aquest monarca musulmà al bisbe de Sogorb, la donació quedà sense efecte, ja que el dia 17 de febrer de 1247 es dona lloc a la donació del mateix a l'arquebisbe de Tarragona. La seva datació podria fer-se entre els  segles XII -  XIII.
La zona era de població morisca fins a l'expulsió d'aquesta en 1609 I el castell formava part d'una xarxa de fortificacions defensives que s'estenien al llarg del curs del riu Millars.
A 1628 el rei  Felip IV va crear el comtat de Cirat, el qual estava format pel municipi de Cirat i els llogarets del Tormo i Pandiel, que va passar a les mans de Bernat de Vilarig Carroz i Pardo de la Casta.
Causa de la seva situació estratègica al castell, igual que la resta de la població va tenir una certa rellevància durant les guerres carlines.

## Descripció
El castell presenta dos recintes encara que no són fàcilment diferenciables, per la irregularitat de la seva planta.
Les restes permeten observar el que en el seu temps va haver de ser una torre semicircular, així com diferents llenços de muralla, els quals troben situats a la part més vulnerable del recinte, ja que la resta del castell utilitzava les característiques orogràfiques del terreny per obtenir unes excel·lents defenses naturals. Com en pràcticament tots els castells, en aquest es distingeixen les restes del que fou en el seu moment un aljub, actualment sense coberta, però en el qual s'observen les arrencades de la volta, així com les seves parets impermeabilitzades.
També hi ha restes d'una estructura rectangular, formada amb blocs regulars, que per ara és d'ús desconegut; així com ceràmiques de característiques i fàbrica musulmanes.